# BBC Select
BBC Select était une chaîne de télévision britannique de la BBC qui a existé de 1992 à 1994. Elle diffusait pendant les périodes où BBC One et BBC Two n'émettaient pas, généralement de 2 à 6 heures.
Le service était destiné à un public spécialisé (par exemple pour les infirmières, les avocats et les enseignants). Certains programmes nécessitaient un abonnement, et le matériel nécessaire pour décoder le signal était distribué par la BBC.

## Histoire
Le service est officiellement lancé dans la nuit du 21 janvier 1992, et est diffusé sur les chaînes BBC1 et 2.